# Lucie Barette
 (décembre 2024).
 (décembre 2024).
La mise en forme du texte ne suit pas les recommandations de Wikipédia : il faut le « wikifier ».
Les points d'amélioration suivants sont les cas les plus fréquents. Le détail des points à revoir est peut-être précisé sur la page de discussion.
- Les titres sont pré-formatés par le logiciel. Ils ne sont ni en capitales, ni en gras.
- Le texte ne doit pas être écrit en capitales (les noms de famille non plus), ni en gras, ni en italique, ni en « petit »…
- Le gras n'est utilisé que pour surligner le titre de l'article dans l'introduction, une seule fois.
- L'italique est rarement utilisé : mots en langue étrangère, titres d'œuvres, noms de bateaux, etc.
- Les citations ne sont pas en italique mais en corps de texte normal. Elles sont entourées par des guillemets français : « et ».
- Les listes à puces sont à éviter, des paragraphes rédigés étant largement préférés. Les tableaux sont à réserver à la présentation de données structurées (résultats, etc.).
- Les appels de note de bas de page (petits chiffres en exposant, introduits par l'outil «  Source ») sont à placer entre la fin de phrase et le point final[comme ça].
- Les liens internes (vers d'autres articles de Wikipédia) sont à choisir avec parcimonie. Créez des liens vers des articles approfondissant le sujet. Les termes génériques sans rapport avec le sujet sont à éviter, ainsi que les répétitions de liens vers un même terme.
- Les liens externes sont à placer uniquement dans une section « Liens externes », à la fin de l'article. Ces liens sont à choisir avec parcimonie suivant les règles définies. Si un lien sert de source à l'article, son insertion dans le texte est à faire par les notes de bas de page.
- La présentation des références doit suivre les conventions bibliographiques. Il est recommandé d'utiliser les modèles {{Ouvrage}}, {{Chapitre}}, {{Article}}, {{Lien web}} et/ou {{Bibliographie}}. Le mode d'édition visuel peut mettre en forme automatiquement les références.
- Insérer une infobox (cadre d'informations à droite) n'est pas obligatoire pour parachever la mise en page.

Pour une aide détaillée, merci de consulter Aide:Wikification.
Si vous pensez que ces points ont été résolus, vous pouvez retirer ce bandeau et améliorer la mise en forme d'un autre article.

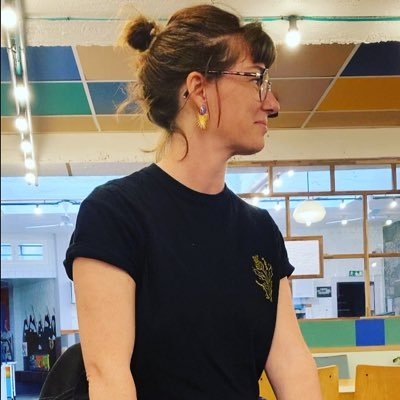
Lucie Barette

Lucie Barette, née à Caen le 22 avril 1984, est une autrice d'essais, enseignante en littérature et en info-communication, actuellement à l'Université Le Havre Normandie.
Elle est spécialiste de la presse, et plus particulièrement de la presse féminine au XIXe siècle.

## Biographie
Lucie Barette est née à Caen le 22 avril 1984. Elle grandit sur la côte de Nacre où elle vit toujours.  
Après un mémoire de master en littérature à l'université Caen-Normandie consacré aux écrits de jeunesses de Charlotte Brönté, elle poursuit un doctorat en Langue et Littérature françaises sur les écrivaines-journalistes sous la monarchie de Juillet sous la direction de Brigitte Diaz, soutenue en 2018. Elle se spécialise ainsi dans la presse féminine du XIXe siècle qu'elle analyse comme un espace d'écriture paradoxal pour les femmes.  
Entre 2012 et 2015, elle anime également une émission de radio intitulée "Une Femme de plumes" pour la radio associative caennaise TSF 98. Elle y présente le parcours et les textes d'autrices.  
Dans la continuité de ses travaux universitaires, Lucie Barette publie en 2022 un premier essai féministe, Corset de papier, une histoire de la presse féminine aux éditions Divergences. Elle y dresse un parallèle entre l'origine de la presse féminine au XIXe et les formats médiatiques actuels.  
En 2025, elle publie une biographie de Marguerite Durand, intitulée Marguerite Durand. Lutter par la presse, aux éditions Pérégrines. Lucie Barette présente le parcours méconnu de la journaliste féministe, fondatrice de La Fronde, également actrice et militante suffragiste, Marguerite Durand à partir de ses archives conservées dans la bibliothèque qu'elle a fondée : la bibliothèque Marguerite-Durand. Cette biographie est sélectionnée au prix Renaudot 2025. 
En parallèle de ses publications, Lucie Barette contribue régulièrement à l'observatoire des médias Acrimed et écrit une newsletter sur la plateforme Substack : Murmuration.  

## Publications

### Thèse de doctorat
- Les écrivaines-journalistes sous la monarchie de Juillet : La presse au service d'une reconnaissance littéraire, thèse de doctorat en sciences humaines (littérature), Brigitte DIAZ (dir.), université de Caen-Normandie, 1 vol., 2018[1].

### Ouvrages
- Lucie Barette, Marguerite Durand. Lutter par la presse, Paris, Les Pérégrines, 2025[10].

- Lucie Barette, Corset de papier, une histoire de la presse féminine, Paris, Divergences, 2022[11].

### Autres publications
- Lucie Barette, "Entre crises et résistances : la presse féministe en quête de viabilité économique", Acrimed, 2025[12].

- Lucie Barette, "Science et scientifiques dans le Journal des Femmes du XIXe siècle", Design Arts Média, 2023[13].

- Lucie Barette, "Réforme des retraites : un non-sujet dans la presse féminine", Acrimed, 2023[14].

- Lucie Barette, "Delphine de Girardin, une pionnière du journalisme dans la France sexiste du XIXe siècle", The Conversation France,  2022[15].